# Cifuentes (Cuba)
Cifuentes é um município de Cuba pertencente à província de Villa Clara. 